# Offenbach-Rumpenheim
Rumpenheim ist ein Stadtteil  der südhessischen Großstadt Offenbach am Main. In diesem Stadtteil lebten im Juni 2020 etwa 5300 Menschen.

## Geografie

### Lage
Rumpenheim liegt ca. 100 m über NN, etwa vier Kilometer nordöstlich der Offenbacher Innenstadt am linken Mainufer oberhalb des Mainbogens zwischen dem Stadtteil Bürgel und der Stadt Mühlheim am Main.

### Gliederung
Neben dem aus dem historischen Ortskern von Rumpenheim hervorgegangenen Stadtteil zählen zu ihm auch die Ortsteile Biebernsee, Waldheim und Lohwald/An den Eichen.

## Geschichte

### Urgeschichte
In der Rumpenheimer Gemarkung wurden Siedlungsspuren der Urnenfelderkultur, aus der Hallstattzeit und Gräber aus der Latènezeit gefunden.
1972 wurde in der Rumpenheimer Flur Klingenrain eine hallstattzeitliche Grabkammer entdeckt. Diese bestand aus Kalksteinbrocken auf einer Fläche von 4,3 × 2,8 Metern (Innenraum: 3,5 × 2 Meter). Bei dem Bestatteten handelte es sich um einen etwa fünfzigjährigen Mann mit 1,73 m Körpergröße, der auf einem Holzwagen liegend beigesetzt war. Grabbeigaben waren eine Lanze, ein Messer, Körperteile von Tieren und Keramik. Durch die Beigaben konnte das Grab auf die Epoche Hallstatt D1 bis Hallstatt D2 (etwa 550 vor Christus) datiert werden. Aufgrund der Grabbeigaben und der Bestattung in einem Wagengrab handelte es sich um ein sogenanntes Fürstengrab, die Bestattung einer Führungsperson.
Auch aus Römischer Zeit wurden Siedlungsspuren und Gräber gefunden. Die heutige Gemarkung lag damals im sogenannten Dekumatenland und war Teil der Civitas Auderiensium in der Provinz Obergermanien.

### Ortsname
Der Ortsname Rumpenheim lässt durch seine Endung auf -heim darauf schließen, dass es sich um eine fränkische Gründung handelt. Die Fränkische Landnahme fand am Ende des 5. Jahrhunderts statt. Rumpenheim wurde wahrscheinlich als eine von mehreren Siedlungen entlang der alten römischen Mainuferstraße gegründet. Der erste Teil des Ortsnamens bezieht sich wohl auf einen Personennamen. Demnach könnte der Gründer des Ortes Rumpo oder Rumpho geheißen haben, dies ist die Kurzfassung von Rumpraht. Rumpenheim hieße demnach: Siedlung des Rumpo/Rumpho und seiner Leute. Eine andere Theorie geht davon aus, dass es sich bei dem ersten Teil des Ortsnamens um eine Abwandlung von Rumpe handelt. Dies ist ein korbartiges Weidengeflecht, das zum Fischfang benutzt wurde.

### Lorsch und Mainz

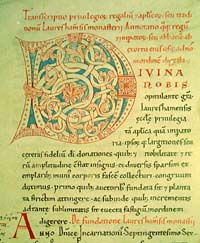
Lorscher Codex

Die älteste erhaltene Erwähnung von Rumpenheim findet sich im Lorscher Codex, datiert auf den 1. Juni 770, als ein Gunthardt dem Kloster Lorsch einen Weingarten schenkte.  Es zählt damit zu den am frühesten erwähnten Orten der Region. In dieser Zeit war Rumpenheim Teil des fränkischen Maingaus. Während der nächsten Jahrzehnte folgen zahlreiche weitere beurkundete Schenkungen an das Kloster Lorsch. Es werden Wohngebäude, Äcker, Wald, Wiesen, ein goldenes Kreuz und 40 Hörige verschenkt. Durch die Schenkungen hatte das Kloster einen Besitz von 600 bis 700 Morgen Land. Später gelangte das Dorf ganz in den Besitz des Lorscher Reichsklosters, das in jener Zeit von zentraler Bedeutung für das Alte Reich war.
Abt Winther (auch Winitherius) verpfändete 1077 dem Pfalzgrafen einen Teil des Klosterbesitzes, unter anderem auch Rumpenheim, um Bischof von Worms werden zu können. Sein Nachfolger erwarb den Besitz aber wieder zurück. Ende des 12. Jahrhunderts wurde Rumpenheim den Herren von Dornberg als Lehen gegeben. Bis 1232 übernahm Kurmainz alle Rechte und Besitzungen des Klosters Lorsch, sodass Rumpenheim Teil des Kurfürstentums wurde. Die Herren von Dornberg starben 1259 mit Konrad von Dornberg aus.
Vom Mittelalter bis 1819 gehörte Rumpenheim der Biebermark an.

### Historische Namensformen
In erhaltenen Urkunden wurde Rumpenheim unter den folgenden Namen erwähnt (in Klammern das Jahr der Erwähnung):
- Rumphenheim (770–1285)
- Rumpinheim (1343, 1380)
- Rumppenheym an dem Meynstryne (1451)
- Rumpelhaim (1576)
- Rumpelheim (1616)

### Hanau
Nach dem Aussterben der Herren von Dornberg wurde Rumpenheim 1261 als Lehen an Reinhard I. von Hanau gegeben. Seitdem gehörte es zum Amt Büchertal der Herrschaft Hanau, ab 1429: Grafschaft Hanau, nach der Landesteilung von 1458: Grafschaft Hanau-Münzenberg. Es war der einzige Ort des Amtes Büchertal, der südlich des Mains lag.
1338 wurden ein Pfarrer und eine Pfarrkirche erwähnt. Das Kirchenpatronat lag bei den Herren von Hanau. Kirchliche Mittelbehörde war das Archidiakonat St. Peter und Alexander in Aschaffenburg, Landkapitel Rodgau, das zur Diözese Mainz gehörte.
Die Herren von Rumpenheim bekamen das Dorf seit dem Ende des 13. Jahrhunderts von den Herren von Hanau als Afterlehen. 1401 verzichtete Günter von Rumpenheim auf das Lehen, und neuer Hanauer Vasall wurde ab 1409 ein Frank von Cronberg. Mit einer Unterbrechung von 1426 bis 1449 blieben die Cronberger bis 1617 in Rumpenheim.
In der Grafschaft Hanau-Münzenberg wurde im 16. Jahrhundert nach und nach die Reformation eingeführt. In Rumpenheim geschah dies zunächst im lutherischen Sinn. Der Rumpenheimer Pfarrer Demuth heiratete 1532. In einer „zweiten Reformation“, wurde die Konfession der Grafschaft Hanau-Münzenberg erneut gewechselt: Graf Philipp Ludwig II. verfolgte ab 1597 eine entschieden reformierte Kirchenpolitik. Er machte vom Jus reformandi, seinem Recht als Landesherr Gebrauch, die Konfession seiner Untertanen zu bestimmen, und setzte dies für die Grafschaft Hanau-Münzenberg weitgehend als verbindlich durch.
Wie in der übrigen Grafschaft Hanau-Münzenberg wurde auch hier seit der Wende vom 16. zum 17. Jahrhundert das Solmser Landrecht zum Gewohnheitsrecht. Das Gemeine Recht galt nur, wenn Regelungen des Solmser Landrechts für einen Sachverhalt keine Bestimmungen enthielten. Das Solmser Landrecht blieb auch im 19. Jahrhundert geltendes Recht, auch in kurhessischer und großherzoglich hessischer Zeit. Erst das Bürgerliche Gesetzbuch vom 1. Januar 1900, das einheitlich im ganzen Deutschen Reich galt, setzte das alte Partikularrecht weitgehend außer Kraft.
Ab 1617 wurde Rumpenheim zunächst nicht mehr als Afterlehen verliehen. 1621 wurde Rumpenheim im Dreißigjährigen Krieg durch Truppen des spanischen Generals Spinoza geplündert und in Brand gesteckt. Auch die Truppen des Generals Guillaume de Lamboy verlangten den Bewohnern der Gegend während der Belagerung Hanaus 1635/36 schwere Opfer ab. Die Einwohnerzahl sank in diesen Jahren stark, so dass 1637 hier nur noch 57 Personen lebten.
1674 belehnte Graf Friedrich Casimir von Hanau den Chef seiner Regierung, Johann Georg Seifert von Edelsheim, mit Rumpenheim. Dieser errichtete Ende des 17. Jahrhunderts ein Herrenhaus, Grundstock des heutigen Rumpenheimer Schlosses.

### Hessen-Kassel

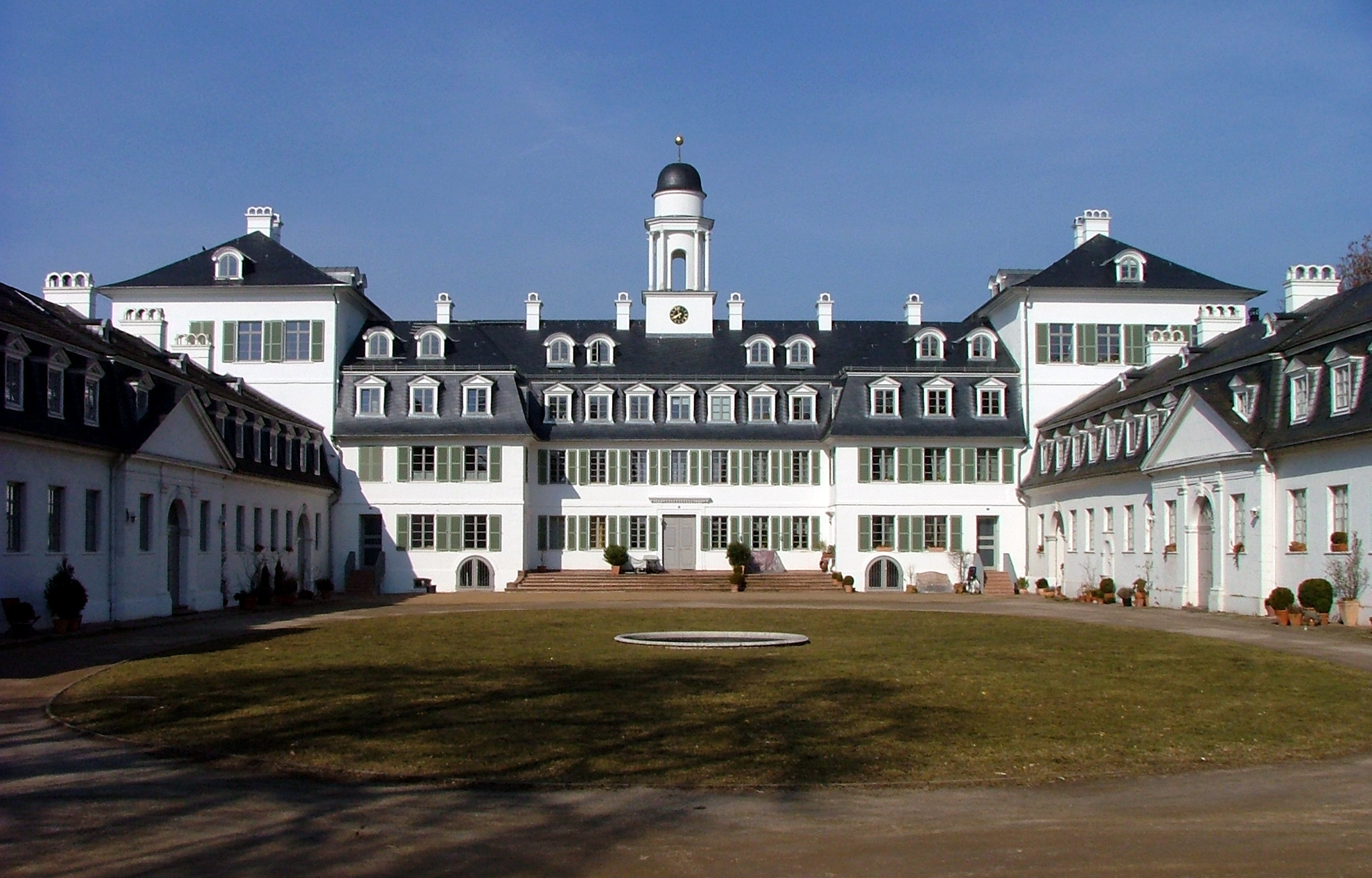
Rumpenheimer Schloss im März 2005

Nach dem Tod des letzten Hanauer Grafen, Johann Reinhard III., 1736 erbte Landgraf Friedrich I. von Hessen-Kassel aufgrund eines Erbvertrages aus dem Jahr 1643 die Grafschaft Hanau-Münzenberg und damit auch das Amt Büchertal und Rumpenheim.
Landgräfin Maria nutzte das Schloss Rumpenheim 1764–1772 als Altersresidenz. Dann ging es in den Besitz des Landgrafen Friedrich III. von Hessen-Kassel (1747–1837) über, der die Hessen-Rumpenheimer Seitenlinie des Hauses Hessen begründete, und diente ihm und seiner Familie als Residenz. Schritt um Schritt wurde das bestehende Herrenhaus zu einem dreiflügeligen Schloss ausgebaut.
1803 wurde die Landgrafschaft Hessen-Kassel zum Kurfürstentum Hessen erhoben. Während der napoleonischen Zeit stand das Amt Büchertal ab 1806 zunächst unter französischer Militärverwaltung, gehörte 1807–1810 zum Fürstentum Hanau und dann von 1810 bis 1813 zum Großherzogtum Frankfurt, Departement Hanau. Anschließend fiel es wieder an das Kurfürstentum Hessen zurück. Nach der Verwaltungsreform des Kurfürstentums Hessen von 1821, durch die Kurhessen in vier Provinzen und 22 Kreise eingeteilt wurde, ging das Amt Büchertal im neu gebildeten Kreis Hanau auf.

### Hessen-Darmstadt
Nach dem verlorenen Krieg von 1866 annektierte das Königreich Preußen das Kurfürstentum Hessen. Allerdings wurde Rumpenheim im Friedensvertrag vom 3. September 1866 von Preußen in einem Gebietstausch an das Großherzogtum Hessen-Darmstadt weitergegeben. Dort wurde der Ort in den Kreis Offenbach eingegliedert, der zur Provinz Starkenburg gehörte. Gerichtlich gehörte Rumpenheim nun zum Bezirk des Landgerichts Offenbach, das 1879 durch das Amtsgericht Offenbach ersetzt wurde.
1911 wurde der Ortsteil Waldheim als Landhauskolonie gegründet.

### 20. Jahrhundert
Zum 1. April 1942 wurde Rumpenheim von Offenbach eingemeindet. Nach einem Fliegerangriff im Zweiten Weltkrieg brannte der Dachstuhl des Schlosses am 20. Dezember 1943 aus.
Nach 1945 entstand am Ostrand von Rumpenheim die Siedlung Biebernsee. Nach Jahrzehnten des Verfalls wurde die Ruine des Schlosses Rumpenheim mit Eigentumswohnungen des gehobenen Standards ausgebaut. In den letzten Jahren wurde Rumpenheim durch Neubaugebiete beträchtlich erweitert. Der ehemalige Offenbacher Stadtteil Lohwald, der sich auf Rumpenheimer Gemarkung befand, wurde abgerissen. An seiner Stelle entsteht das Wohngebiet An den Eichen.

### Einwohnerentwicklung
Belegte Einwohnerzahlen sind:
- 1812: 67 Feuerstellen

| Rumpenheim: Einwohnerzahlen von 1812 bis 2015 | Rumpenheim: Einwohnerzahlen von 1812 bis 2015 | Rumpenheim: Einwohnerzahlen von 1812 bis 2015 | Rumpenheim: Einwohnerzahlen von 1812 bis 2015 | Rumpenheim: Einwohnerzahlen von 1812 bis 2015 |
| --- | --------------------------------------------- | --------------------------------------------- | --------------------------------------------- | --------------------------------------------- |
| Jahr |                                               |                                               |                                               | Einwohner                                     |
| 1812 | 1812                                          |                                               | 330                                           | 330                                           |
| 1821 | 1821                                          |                                               | 330                                           | 330                                           |
| 1834 | 1834                                          |                                               | 494                                           | 494                                           |
| 1840 | 1840                                          |                                               | 515                                           | 515                                           |
| 1846 | 1846                                          |                                               | 577                                           | 577                                           |
| 1852 | 1852                                          |                                               | 579                                           | 579                                           |
| 1858 | 1858                                          |                                               | 607                                           | 607                                           |
| 1864 | 1864                                          |                                               | 643                                           | 643                                           |
| 1871 | 1871                                          |                                               | 737                                           | 737                                           |
| 1875 | 1875                                          |                                               | 759                                           | 759                                           |
| 1885 | 1885                                          |                                               | 819                                           | 819                                           |
| 1895 | 1895                                          |                                               | 1.038                                         | 1.038                                         |
| 1905 | 1905                                          |                                               | 1.211                                         | 1.211                                         |
| 1910 | 1910                                          |                                               | 1.384                                         | 1.384                                         |
| 1925 | 1925                                          |                                               | 1.718                                         | 1.718                                         |
| 1939 | 1939                                          |                                               | 1.915                                         | 1.915                                         |
| 1946 | 1946                                          |                                               | 0                                             | 0                                             |
| 1968 | 1968                                          |                                               | ?                                             | ?                                             |
| 1970 | 1970                                          |                                               | 3.063                                         | 3.063                                         |
| 2012 | 2012                                          |                                               | 5.097                                         | 5.097                                         |
| 2015 | 2015                                          |                                               | 5.280                                         | 5.280                                         |
| Datenquelle: Historisches Gemeindeverzeichnis für Hessen: Die Bevölkerung der Gemeinden 1834 bis 1967. Wiesbaden: Hessisches Statistisches Landesamt, 1968. Weitere Quellen: ; 1821: |                                               |                                               |                                               |                                               |

## Religion

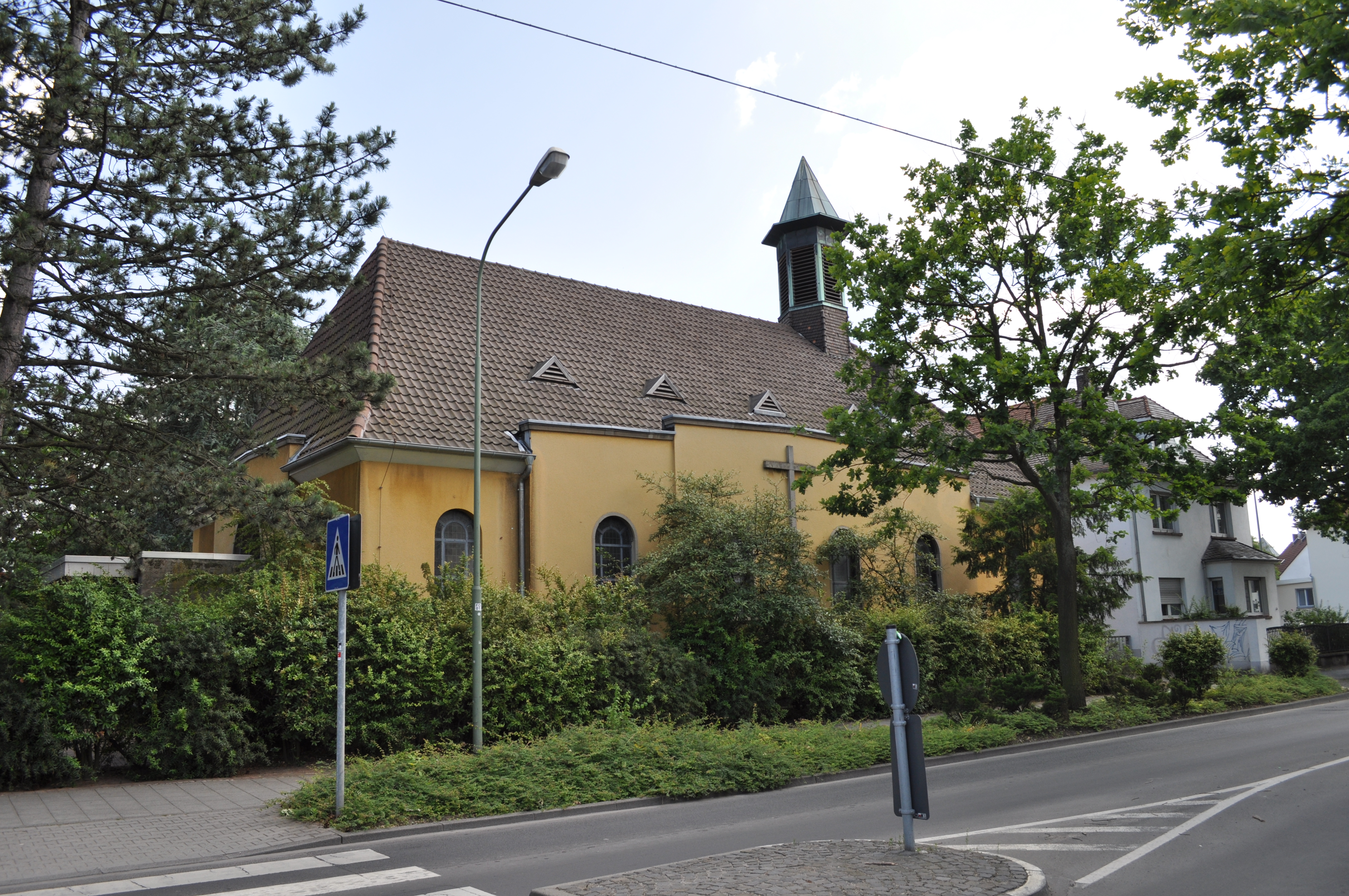
katholische Kirche

Die evangelische Schlosskirchengemeinde von Rumpenheim gehört zum Dekanat Frankfurt und Offenbach der Evangelischen Kirche in Hessen und Nassau.
Die katholische Pfarrgemeinde Heilig Geist und die Waldheimer Pfarrgemeinde Heilig Kreuz gehören als Teil der Pfarrei St. Franziskus Offenbach in der Region Mainlinie zum Bistum Mainz.

## Verkehr

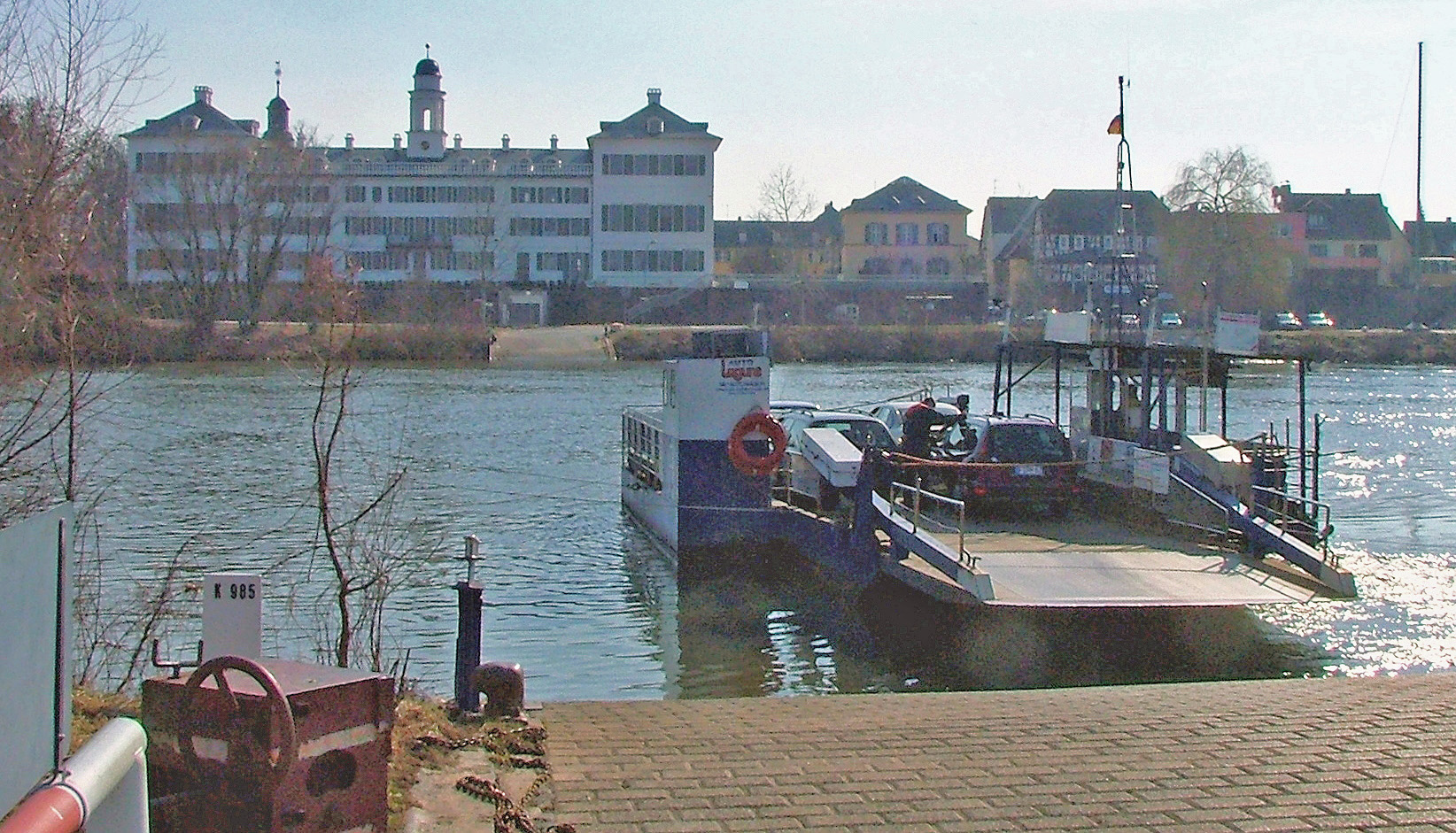
Die Mainfähre verbindet Rumpenheim mit dem Maintaler Stadtteil Bischofsheim

Die Mainfähre Rumpenheim verbindet Rumpenheim mit dem Maintaler Stadtteil Bischofsheim.
Der früher „Bischofsheim-Rumpenheim“ genannte Bahnhof, heute „Maintal West“, an der Bahnstrecke Frankfurt–Hanau, liegt ein ganzes Stück nördlich des Mains und ist nur über die Fähre zu erreichen.

## Persönlichkeiten

### Söhne und Töchter des Ortes
- Karl Cäsar von Leonhard (1779–1862), deutscher Mineraloge
- Philipp von Hessen (1896–1980), Prinz aus dem Hause Hessen-Kassel und als nationalsozialistischer Politiker Oberpräsident der preußischen Provinz Hessen-Nassau

### In Rumpenheim haben gewirkt
- Samuel Eck (1856–1919), Theologieprofessor und liberaler Landtagsabgeordneter, 1887 bis 1899 war er Pfarrer in Rumpenheim

## Wissenswertes
Am Mainufer verlaufen mehrere Radwanderwege:
- Der Hessischen Radfernweg R3 (Rhein-Main-Kinzig-Radweg) führt unter dem Motto Auf den Spuren des Spätlesereiters. entlang von Rhein, Main und Kinzig über Fulda nach Tann in der Rhön.
- Der Main-Radweg führt von den Quellen des Weißen- und Roten Mains bis nach Mainz zur Mündung in den Rhein.
- Die D-Route 5 (Saar-Mosel-Main) von Saarbrücken über Trier, Koblenz, Mainz, Frankfurt am Main, Würzburg und Bayreuth bis zur tschechischen Grenze (1.021 km).
- Die Hessische Apfelwein- und Obstwiesenroute.

- Das „Karlgeorg und Maria Hoefer Archiv“ der Schreibwerkstatt Klingspor Offenbach befindet sich in den Räumen der ehemaligen Pianofabrik. Hier werden die Werke von Karlgeorg Hoefer und seiner Ehefrau ausgestellt.